# Zsolt Nagy (ur. 1979)
Zsolt Nagy (ur. 23 marca 1979 w Debreczynie) – węgierski piłkarz, grający na pozycji napastnika.

## Kariera piłkarska

### Kariera klubowa
Wychowanek klubu Debreczyn VSC, w którym w 1995 rozpoczął karierę piłkarską. W następnym roku przeszedł do Hajdúszoboszlói SE. W 1999 wyjechał za granicę, gdzie przez pół roku występował w greckiej drużynie Doxa Katokopia, po czym powrócił do ojczyzny i potem bronił barw klubów Csepel Budapeszt, Marcali VFC i Létavértes SE. Zimą 2003 ponownie wyjechał za granicę, tym razem do Ukrainy, gdzie został piłkarzem FK Oleksandria. Latem 2003 przeniósł się do Nywy Winnica. W końcu lutego 2005 zasilił skład Zakarpattia Użhorod. W czerwcu 2005 zmienił klub na Czornomoreć Odessa. W styczniu 2006 opuścił odeski klub. Po nieudanych testach w Metałurhu Zaporoże, powrócił do Węgier, gdzie grał na zasadach wypożyczenia w Vasas SC. W sierpniu 2007 Prykarpattia Iwano-Frankowsk wykupiło transfer piłkarza. Latem 2009 wyjechał na Cypr, gdzie występował w Atromitos Yeroskipou i ASIL Lysi. Na początku 2010 powrócił do Węgier i potem do lata 2010 grał w Szolnoki MÁV FC.

### Kariera reprezentacyjna
Występował w juniorskiej reprezentacji Węgier.

## Sukcesy i odznaczenia

### Sukcesy klubowe
- brązowy medalista Mistrzostw Ukrainy: 2006